# Graham Williamson
Graham Williamson (ur. 15 czerwca 1960) – brytyjski lekkoatleta, specjalizujący się w biegach średniodystansowych.

## Sukcesy sportowe
- brązowy medalista mistrzostw Wielkiej Brytanii w biegu na 1500 metrów – 1978[1]

| Rok  | Miasto    | Zawody                      | Konkurencja    | Wynik         |
| ---- | --------- | --------------------------- | -------------- | ------------- |
| 1978 | Tokio     | Puchar Narodów              | bieg na milę   | 2. miejsce    |
| 1979 | Bydgoszcz | mistrzostwa Europy juniorów | bieg na 1500 m | złoty medal   |
| 1979 | Meksyk    | letnia uniwersjada          | bieg na 1500 m | złoty medal   |
| 1983 | Edmonton  | letnia uniwersjada          | bieg na 1500 m | srebrny medal |

## Rekordy życiowe
- bieg na 800 metrów – 1:45,60 – Loughborough 12/06/1983
- bieg na 1000 metrów – 2:16,82 – Edynburg 17/07/1984
- bieg na 1500 metrów – 3:34,01 – Oslo 28/06/1983
- bieg na 1500 metrów (hala) – 3:38,28 – Cosford 10/02/1982
- bieg na milę – 3:50,64 – Cork 13/07/1982
- bieg na 2000 metrów – 4:58,38 – Londyn 29/08/1983